# Africanisme (sciences humaines et naturelles)
Pour les articles homonymes, voir Africanisme.
« Africanisme » était le nom générique donné à la catégorie des études scientifiques portant sur l'Afrique et ses habitants en sciences humaines et naturelles (ethnologie, archéologie, géographie, histoire et préhistoire, linguistique, biologie…), en particulier durant la période coloniale. Il est depuis souvent remplacé par le terme d'« études africaines » ou African Studies.

## Premières études africanistes

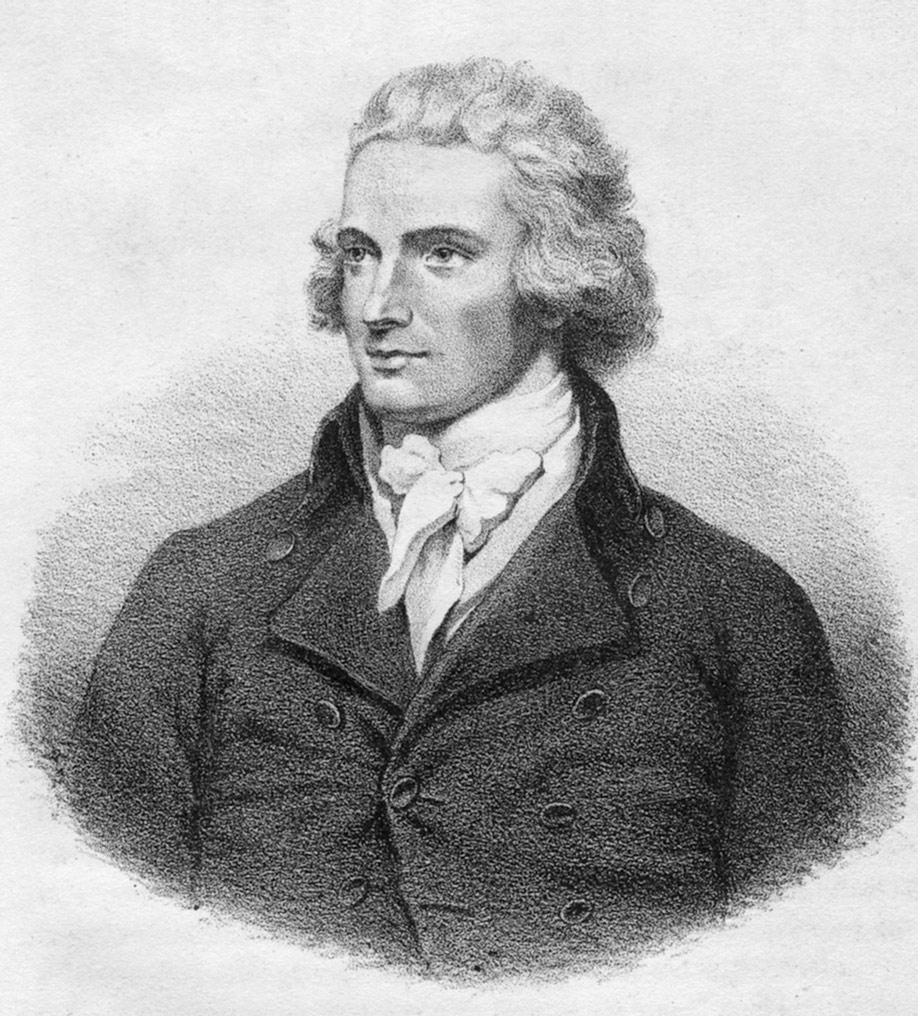
Mungo Park

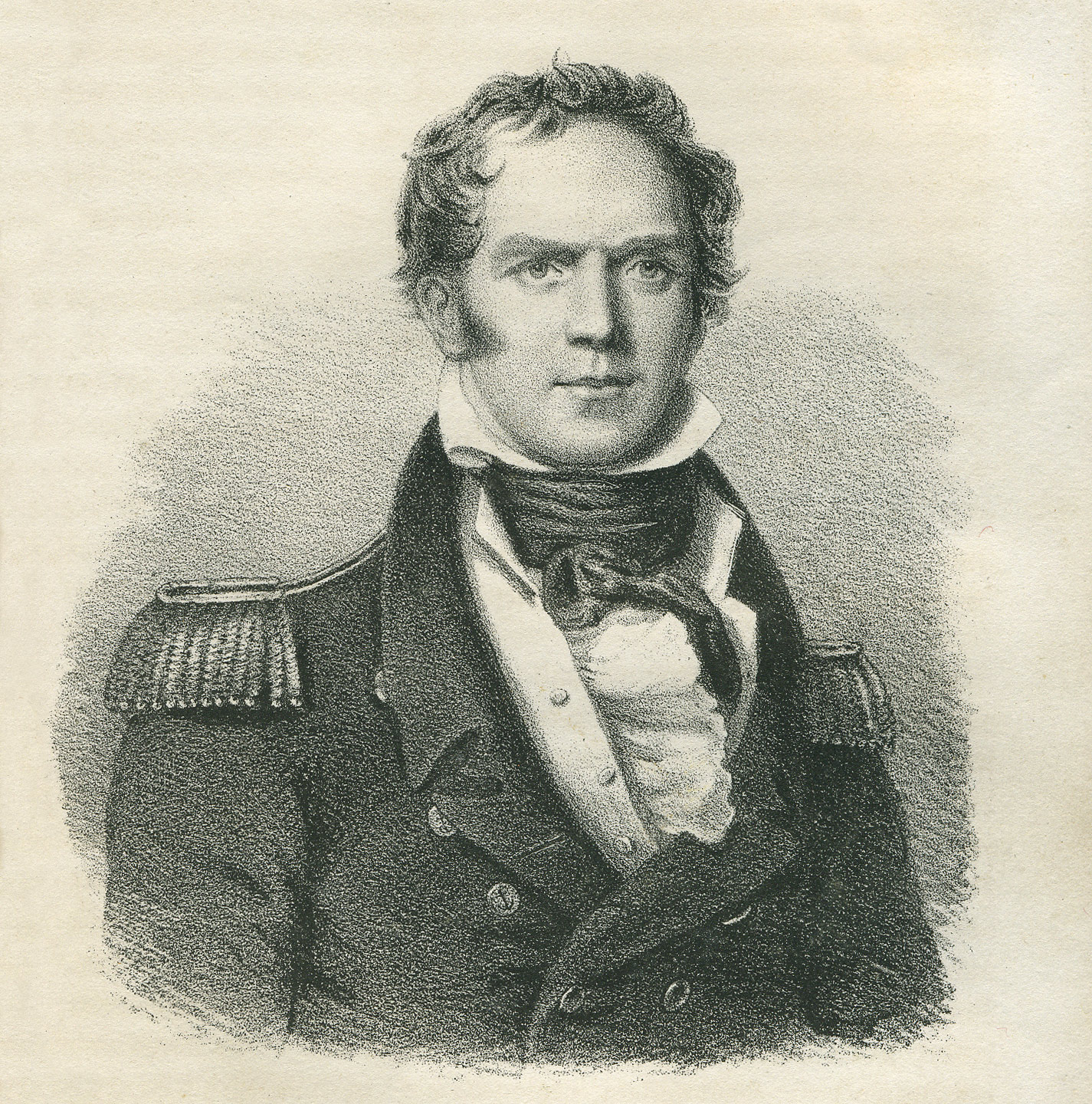
Hugh Clapperton

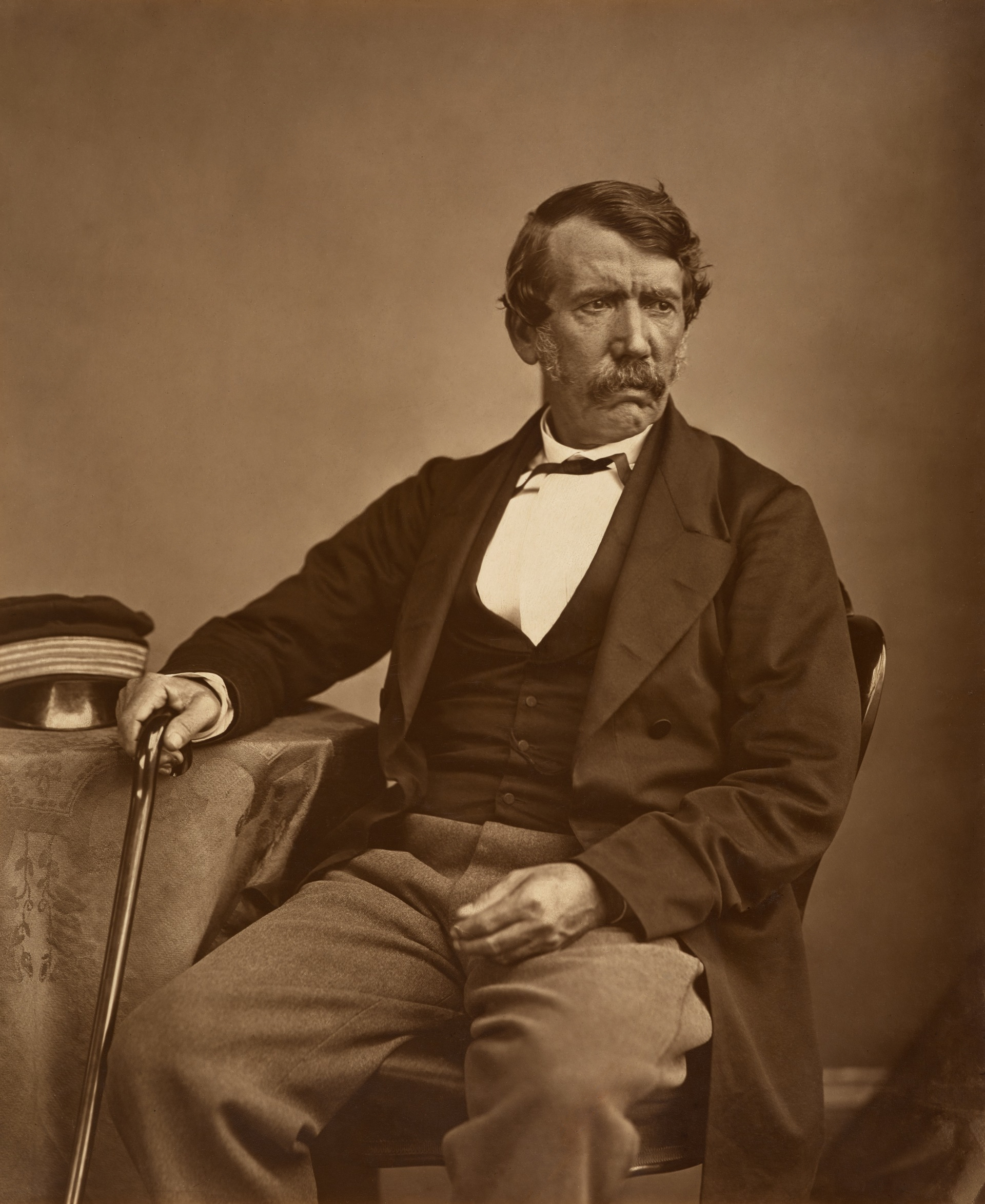
David Livingstone

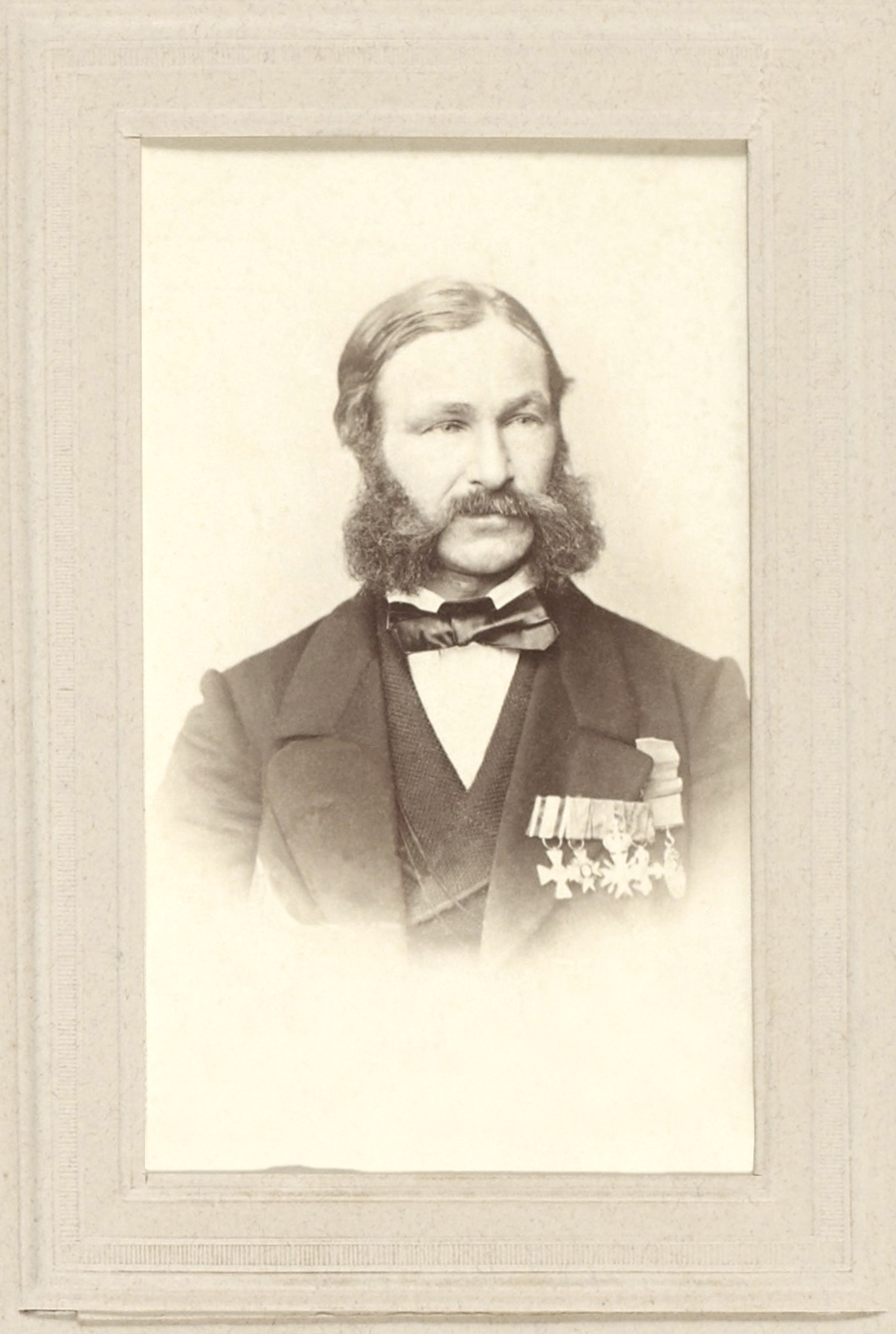
Heinrich Barth

- Mungo Park (1771-1806) était un voyageur britannique en Afrique
- Hugh Clapperton (1788 -1827) était un officier de marine écossais et explorateur de l'Afrique occidentale et centrale.
- David Livingstone (1813-1873) était un missionnaire écossais et un explorateur africain.
- Henry Morton Stanley (1841-1904) était un journaliste anglo-américain, explorateur africain.
- Heinrich Barth (1821-1865) était un explorateur allemand de l'Afrique du  Nord.

## École africaniste allemande

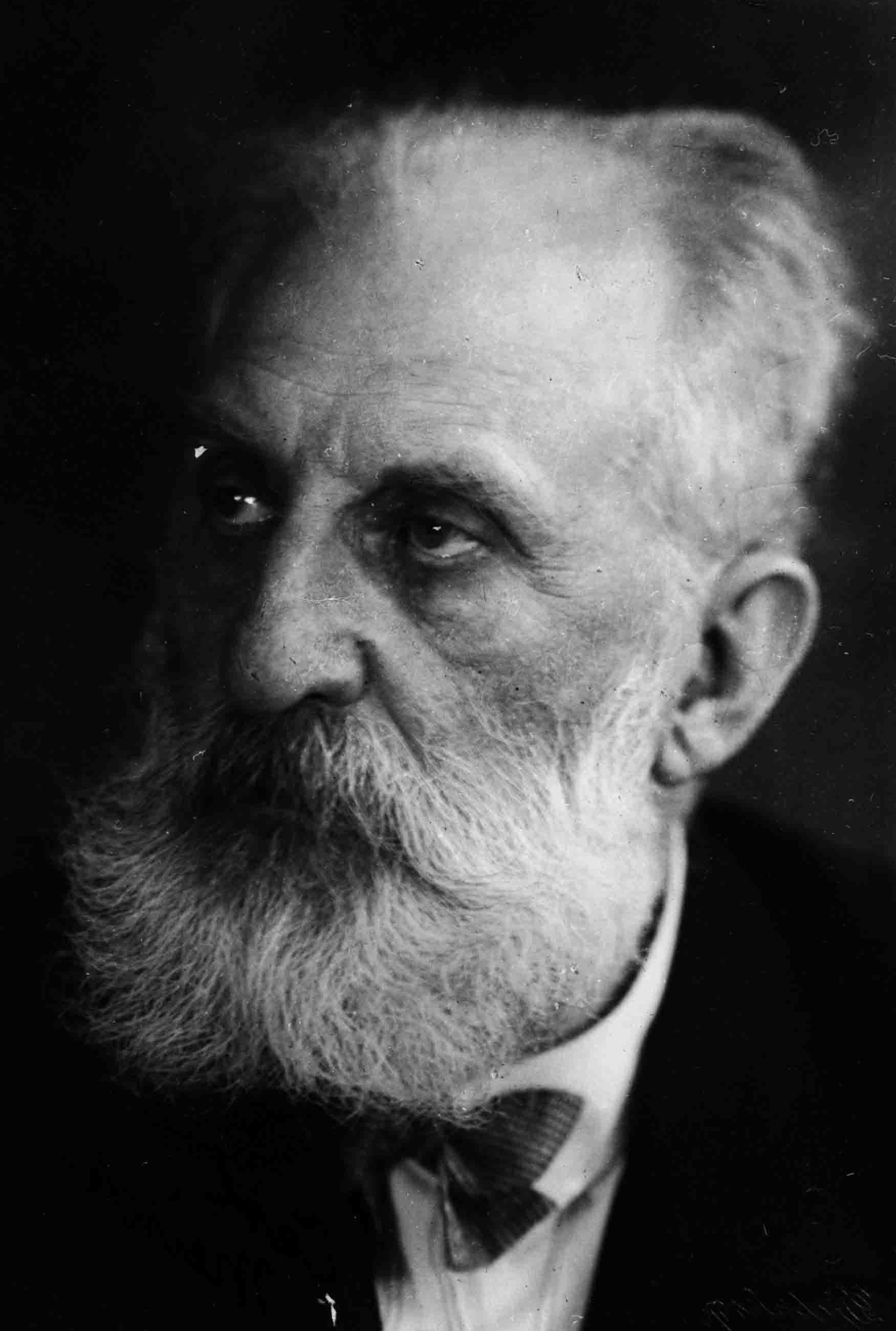
Le linguiste africaniste allemand Carl Meinhof.

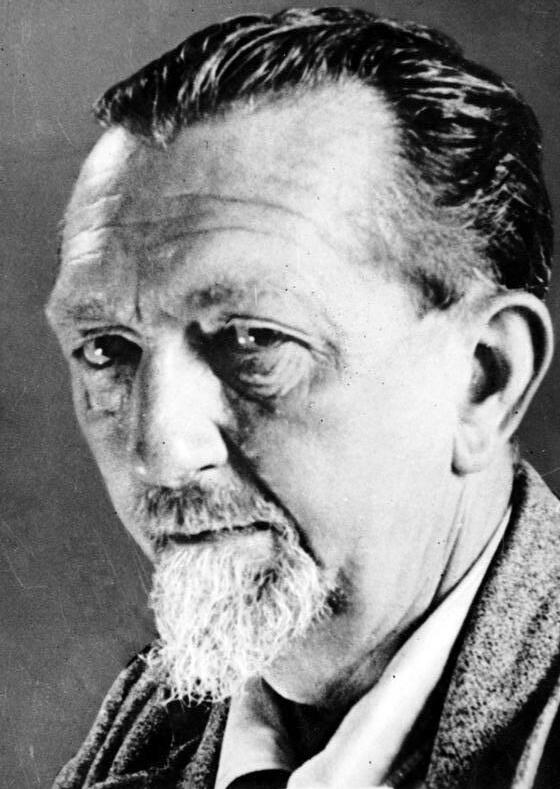
Leo Frobenius, ethnologue allemand, 1938

- Carl Meinhof (1857-1944)
- Leo Frobenius (1873-1938)
- Diedrich Westermann (1875-1956)
- Leonhard Harding (né 1936)
- Helmut Bley (né 1935)

## École africaniste belge
- Daniël Biebuyck (en anglais, 1925-2019)
- Bambi Ceuppens (en néerlandais, 1963)
- Marie-Claire Foblets (1959)
- Luc de Heusch (1927-2012)
- Pierre-Joseph Laurent (anthropologue) (1956)
- Jacques Maquet (1919-2013)
- Jules Marchal (1924-2003)
- Emmanuel de Merode (1970)
- Alain Reyniers
- Mike Singleton (anthropologue) (1939)
- Léon de Sousberghe (1903-2006)
- Guy Thilmans (1922-2001)
- Joseph Van den Gheyn (1854-1913)
- Jan Vansina (1929-2017)
- Daniël Vangroenweghe (1938)
- Jean-Thierry Verhelst (1942)

## École africaniste française
En France, le terme a donné son nom au Journal de la Société des africanistes, créé en 1931 et devenu le Journal des africanistes en 1976. D'autres revues ont été créées dans la même période comme Politique africaine.
- Pierre Bonte (anthropologue) (1942-2013)
- François Joseph Clozel (1860-1918)
- Élisabeth Copet-Rougier (1949-1998)
- Maurice Delafosse (1870-1926)
- Germaine Dieterlen (1903-1999)
- Marcel Griaule (1898-1956)
- Françoise Héritier (1933-2017)
- Michel Izard (1931-2011)
- Michel Leiris (1901-1990)
- Paul Mercier (anthropologue) (1922-1976)
- Jean Rouch (1917-2004)
- Jacqueline Roumeguère-Eberhardt (1927-2006)
- Bernard Lugan (1946)

#### Explorations scientifiques
France
- Croisière noire

#### Linguistique
- Langage, langues et cultures d'Afrique (1994, laboratoire CNRS)

#### Musées
Belgique
- Musée royal de l'Afrique centrale (Bruxelles)
- Musée africain de Namur

France
- Collections africaines dans les musées français
- Musée africain de l'île d'Aix
- Musée africain de Lyon
- Musée Théodore-Monod d'Art africain

Autres
- Musée d'Art africain de Belgrade